# Progress M-47
Progress M-47 (ryska: Прогресс М-47) eller som NASA kallar den, Progress 10 eller 10P, var en rysk obemannad rymdfarkost som levererade förnödenheter, syre, vatten och bränsle till rymdstationen ISS. Den sköts upp med en Sojuz-U-raket från kosmodromen i Bajkonur den 2 februari 2003 och dockade med ISS den 4 februari.
Efter att ha lastats ur och senare fyllts med sopor lämnade farkosten rymdstationen den 27 augusti 2003. Den brann som planerat upp i jordens atmosfär några timmar senare, den 28 augusti 2003.

### Fotnoter
1. ↑  ”NASA Space Science Data Coordinated Archive” (på engelska). NASA. https://nssdc.gsfc.nasa.gov/nmc/spacecraft/display.action?id=2003-006A. Läst 1 mars 2020.
2. ↑  Manned Astronautics - Figures & Facts Arkiverad 14 oktober 2007 hämtat från the Wayback Machine., läst 15 juli 2016.